# Rena (Spagna)
Rena è un comune spagnolo di 652 abitanti situato nella comunità autonoma dell'Estremadura.